# سیارک ۴۸۳۸
سیارک ۴۸۳۸ (به انگلیسی: 4838 Billmclaughlin، نامگذاری:1989NJ) چهار هزار و هشتصد و سی و هشتمین سیارک کشف شده‌است که در ۲ ژوئیه ۱۹۸۹ کشف شد.
قدر مطلق سیارک برابر ۱۲٫۷۰ است.